# Dekanat Łódź-Stoki
Dekanat Łódź-Stoki – dekanat należący do archidiecezji łódzkiej. Zamieszkuje go około 35 tys. wiernych. Od grudnia 2020 roku dziekanem jest ks.kan. Benedykt Węglewski, proboszcz parafii św. Andrzeja Boboli w Łodzi-Nowosolnej.
Nazwa dekanatu pochodzi od jednego z łódzkich osiedli – Stoki, położonego w dzielnicy Widzew, w północno-wschodniej części Łodzi. W skład dekanatu wchodzi 7 łódzkich parafii:
- Parafia Świętego Andrzeja Boboli (Nowosolna, z siedzibą: Rynek Nowosolna 14).
- Parafia św. Doroty i św. Jana Chrzciciela w Łodzi (Mileszki – najstarsza parafia na terenie miasta Łodzi, z siedzibą przy ulicy Pomorskiej 445).
- Parafia Świętej Elżbiety Węgierskiej, z siedzibą przy ulicy Błogosławionego Anastazego Pankiewicza 15.
- Parafia Świętego Judy Tadeusza, z siedzibą przy ulicy Antoniego Książka 40.
- Parafia Matki Boskiej Różańcowej i Świętego Stanisława Biskupa i Męczennika (Stoki-Sikawa, z kościołem przy ulicy Janosika 110).
- Parafia Opatrzności Bożej, z siedzibą przy ulicy Kolińskiego 26.
- Parafia Świętego Wincentego Pallottiego, z siedzibą przy ulicy Łagiewnickiej 197/191.